# Gibson RD
La Gibson RD est une série de guitare électrique à corps plein lancée en 1977. Elle était équipée d’un circuit électronique actif, développé par Moog. La production a été arrêtée en 1982, à cause de son manque de succès. Gibson a depuis réédité le modèle.

## Historique

### Genèse
À la fin des années 1970, le marché des synthétiseurs était en plein développement. Certaines marques comme Ibanez et Alembic intégrèrent ce marché avec des guitares électriques équipées de circuit actifs afin d’attirer des musiciens aussi bien intéressé par les synthétiseurs que par les guitares.

### Construction
La réponse de Gibson à ce marché est la série RD (pour Research and development, soit « Recherche et développement »), se déclinant en guitares et en basses électriques. La forme de la guitare est un mariage entre l’Explorer et la Firebird, avec une tête très similaire à la Les Paul. Les RD ont en outre une plus grande longueur de diapason que les autres Gibson (25½", contrairement à la longueur de diapason traditionnelle chez Gibson de 24¾" pour les guitares et 34½" pour les basses).
L’électronique active est développée par Bob Moog, juste avant qu’il ne quitte Moog. Les micros humbuckers sont préamplifiés grâce à un transformateur et une pile 9 V, montés dans la guitare. Chaque Humbucker dispose d'un potentiomètre (actif) de volume, qui atteint son maximum « normal » au milieu. Au-delà, le circuit de préamplification « booste » le signal. Les deux micros partagent un potentiomètre de basse et d’aigu pour contrôler la tonalité. Un premier sélecteur à trois voies permet de sélectionner les micros ; un second permet d’activer un boost des aigus pour le jeu en lead, et un système de compression, qui rend la guitare plus réactive à l’attaque et au jeu du guitariste.

### Échec commercial
Victime d'un manque de succès, la RD est retirée du marché en 1982. Le circuit actif n’était pas très apprécié par les guitaristes. Gibson blâma le design et réutilisa le concept du circuit électronique actif sur la Les Paul (Les Paul Artist). La transplantation de l’électronique n’était pas facile, car beaucoup de bois devait être enlevé à la guitare afin qu’elle puisse loger le circuit. La Les Paul Artist devint aussi un échec commercial et fut retiré du marché en 1981.

## Modèles
Il existe cinq modèles : La Standard et la Standard Bass, qui n’ont pas de circuit électronique actif, d'une part ; et l’Artist, la Custom Artist et l’Artist Bass d'autre part, avec le circuit électronique actif.

## Joueurs notables
- Dave Grohl[7]
- Krist Novoselic[8]
- Jimmy Page[9]

## Voir Aussi
- Gibson Guitar Corporation
- Liste des instruments Gibson
- Guitare électrique